# گروه پنج
گروه ۵ یا جی-۵ (به انگلیسی: Group of Five)، گروهی متشکل از کشورهای با اقتصادهای رو به پیشرفت، چین، برزیل، هند، مکزیک و آفریقای جنوبی است. در گذشته نام گروه برای ۵ کشور توسعه‌یافته ایالات متحده، ژاپن، آلمان غربی، فرانسه و انگلستان استفاده می‌شد. اما پس از اضافه شدن کشورهای ایتالیا، روسیه و کانادا و تشکیل گروه جی-۸، این نام معنای دیگری پیدا کرد.